# Zonotrichia querula
Zonotrichia querula е вид птица от семейство Овесаркови (Emberizidae).

## Разпространение
Видът е разпространен в Канада и САЩ.